# Robert Goix
Robert Goix (né le 7 janvier 1906 à Paris et mort le 15 juillet 1983 à Chambéry) est un athlète français, spécialiste des courses de demi-fond.

## Biographie
Il est sacré champion de France du 1 500 mètres en 1934 et 1936.
Il participe aux Jeux olympiques de 1936 à Berlin et se classe 8e de l'épreuve du 1 500 mètres. 
Il se classe 7e des championnats d'Europe 1934 et 9e des championnats d'Europe 1938.